# Bernardita Zúñiga
Bernardita Zúñiga Huesbe (1983) es una modelo chilena ganadora del Miss Mundo Chile en el año 2007

## Miss Mundo 2007
Ella fue elegida el 15 de octubre de 2007, bajo la organización de la Pasarela Latam. Zúñiga representó a Chile en el Miss Mundo 2007, que se celebró en Sanya, China, el 1 de diciembre de 2007. Sin embargo no clasificó en el concurso, que fue ganado por Zhang Zilin, Miss China.
| Predecesor: Constanza Silva Aguayo | Miss Mundo Chile 2007 | Sucesor: Nataly Chilet Bustamante |

- Datos: Q4893875
- Multimedia: Bernardita Zúñiga / Q4893875